# Пухова Ірина Петрівна
Ірина Петрівна Пухова (нар. 1 січня 1947, Віттенберг) — інженер-будівельник.

## Біографія
Народилася 1 січня 1947 року в місті Віттенберзі (Німеччина). 1971 року закінчила Київський інженерно-будівельний інститут. 
Під час проєктування і будівництва комплексу Республіканського науково-методичного центру охорони здоров'я матері і дитини була керівницею групи конструкторів, авторкою конструктивного рішення усіх будівель і споруд комплексу. Брала безпосередню участь у створенні основних напрямів об'ємно-просторового рішення дитячої лікарні і клінічного корпусу НДІ. Зробила значний внесок у розроблення варіантів фундаментів і каркаса будинків, у вибір найекономічнішого рішення. Здійснювала авторський нагляд, домагаючись високої якості будівельно-монтажних робіт.
Лавреатка Державної премії УРСР імені Т. Г. Шевченка (за 1985 рік; разом з Д. П. Попенком (архітектором, керівником авторського колективу), Л. Ф. Лосем (архітектором) за комплекс Республіканського науково-методичного центру охорони здоров'я матері і дитини).